# Sonoma vanna
Sonoma vanna är en skalbaggsart som beskrevs av Marsh och Schuster 1962. Sonoma vanna ingår i släktet Sonoma och familjen kortvingar. Inga underarter finns listade i Catalogue of Life.